# Tổng Công ty Thăm dò Khai thác Dầu khí
Tổng Công ty Thăm dò Khai thác Dầu khí (tên giao dịch quốc tế: PetroVietnam Exploration Production Corporation, viết tắt PVEP) là một doanh nghiệp trực thuộc Tập đoàn Dầu khí Quốc gia Việt Nam. PVEP được thành lập từ năm 2007, chuyên thăm dò, Khai thác Dầu khí trong và ngoài lãnh thổ Việt Nam.
Khởi điểm từ các công ty Petrovietnam II (PV-II, thành lập tháng 5/1988) và Petrovietnam I (PV-I, thành lập tháng 11/1988), PVEP đã trải qua nhiều lần đổi tên và cơ cấu lại cho phù hợp với từng giai đoạn phát triển. Năm 1993, Công ty Giám sát các hợp đồng chia sản phẩm (PVSC) và Công ty Thăm dò Khai thác Dầu khí (PVEP) đã được thành lập trên cơ sở tổ chức lại Petrovietnam I, Petrovietnam II. 
Tổng Công ty Thăm dò Khai thác Dầu khí (PVEP) hiện nay được thành lập ngày 04/05/2007 trên cơ sở hợp nhất Công ty Thăm dò Khai thác Dầu khí và Công ty Đầu tư - Phát triển Dầu khí để thống nhất hoạt động sản xuất kinh doanh trong lĩnh vực thăm dò, khai thác dầu khí ở Việt Nam và nước ngoài.

## Hành trình phát triển
Kế thừa những thành quả và kinh nghiệm từ các các đơn vị tiền thân, PVEP đã có những bước phát triển vượt bậc và gặt hái được nhiều thành tích xuất sắc trong hoạt động sản xuất kinh doanh những năm qua. Hoàn thiện hệ thống quản lý và bộ máy tổ chức theo mô hình hạch toán độc lập, tính đến cuối năm 2023, tổng tài sản của PVEP ước đạt hơn 111 nghìn tỷ đồng, với các chỉ số tài chính trung bình năm: Doanh thu hơn 21 nghìn tỷ đồng, lợi nhuận trước thuế khoảng 638 tỷ đồng, nộp Ngân sách Nhà nước gần 6 nghìn tỷ đồng. Với  trữ lượng chứng minh khoảng 1.9 tỷ thùng dầu quy đổi (phần của PVEP), tổng sản lượng khai thác trung bình ngày đạt mức trên 49.000 thùng dầu và 120 triệu bộ khối khí mỗi ngày. Dự kiến sẽ đạt 61 nghìn thùng/ngày và 125 triệu bộ khối khí/ngày vào năm 2026, tương ứng với tốc độ tăng trưởng trung bình 10%/năm. Trong giai đoạn 2007-2023, PVEP đã khai thác 568.8 triệu thùng dầu quy đổi, gia tăng trữ lượng đạt 1.8 tỷ thùng quy đầu, công bố 45 phát hiện dầu khí và đưa 44 mỏ vào khai thác tuyệt đối an toàn và không có bất kỳ tai nạn gây mất ngày công (LTI) và sự cố môi trường nào.
Phát huy vai trò là đơn vị tiên phong của Petrovietnam trong hội nhập kinh tế quốc tế, bên cạnh trọng trách là cầu nối hợp tác với các đối tác quốc tế trong hoạt động thu hút đầu tư thăm dò khai thác ở các dự án trong nước, PVEP đã đẩy mạnh công tác xúc tiến đầu tư ra nước ngoài với địa bàn hoạt động rộng khắp từ Đông Nam Á tới Trung Á, Trung Đông, Châu Phi, Mỹ La tinh, Bắc Mỹ… Trên hành trình đó, PVEP đã trở thành đối tác đáng tin cậy của rất nhiều tập đoàn, công ty dầu khí quốc gia, quốc tế lớn trên thế giới như Gazprom, Rosneft, Petronas, ConocoPhillips, ExxonMobil, BP, ENI, Chevron, Talisman, ONGC, Sonatrach, PDVSA, Perupetro và các nhà thầu dịch vụ dầu khí quốc tế như Schlumberger, Halliburton, Baker Hughes.... 
Với định hướng nâng cao trách nhiệm xã hội, bên cạnh hoạt động chính là thăm dò khai thác dầu khí, PVEP luôn hết sức chú trọng đến công tác an sinh xã hội trong việc chia sẻ khó khăn, đóng góp vì sự phát triển chung của cộng đồng, chăm lo cho sự nghiệp giáo dục, y tế, ủng hộ các gia đình chính sách, người có công với cách mạng, các chiến sỹ nơi biên giới hải đảo, đồng bào bị ảnh hưởng của thiên tai, các hộ gia đình nghèo, trẻ em có hoàn cảnh đặc biệt, nạn nhân chất độc da cam…bằng cả vật chất lẫn tinh thần. Ngân sách mà Tổng Công ty PVEP cùng các công ty thành viên, liên doanh dành cho công tác này đạt mức trung bình thường niên khoảng 100 tỷ đồng trong suốt những năm qua.
Những thành tựu đạt được của PVEP đã góp phần cùng Công ty mẹ - Tập đoàn Dầu khí Quốc gia Việt Nam đóng góp rất quan trọng cho việc đảm bảo an ninh năng lượng quốc gia, điều tiết kinh tế vĩ mô của Chính phủ và bảo vệ chủ quyền biển đảo đất nước. Cùng với những thành tích xuất sắc đó, PVEP đã vinh dự được Đảng và Nhà nước trao tặng danh hiệu Anh hùng Lao động và được công nhận là Tổng Công ty đặc biệt của Nhà nước.

## Tầm nhìn
Công ty dầu khí có uy tín và năng lực hoạt động trên phạm vi toàn cầu, có đóng góp lớn và hiệu quả cho đất nước.

## Sứ mệnh
Thăm dò khai thác dầu khí an toàn, hiệu quả; năng lực tài chính bền vững, trình độ khoa học công nghệ cao; góp phần đảm bảo an ninh năng lượng quốc gia, an ninh biển đảo của Tổ quốc, mang lại lợi ích cho phát triển kinh tế - xã hội đất nước.

## Khẩu hiệu
PVEP - Năng lượng cho phát triển

## Lĩnh vực kinh doanh
| Mã ngành, nghề kinh doanh | Tên ngành, nghề kinh doanh |
| ------------------------- | --- |
|                           | Đối với ngành nghề kinh doanh có điều kiện Doanh nghiệp chỉ hoạt động khi có đủ điều kiện theo quy định của pháp luật |
| 4299                      | Xây dựng công trình kỹ thuật dân dụng khác Chi tiết: Xây dựng, lắp đặt, vận hành, bảo dưỡng các công trình thăm dò, khai thác dầu khí; |
| 0910 (Chính)              | Hoạt động dịch vụ hỗ trợ khai thác dầu thô và khí tự nhiên Chi tiết: Cung cấp các dịch vụ cho hoạt động tìm kiếm, thăm dò và khai thác dầu khí ở trong và nước ngoài. - Đầu tư, mua, bán, chuyển nhượng, ký kết các dự án, hợp đồng dầu khí, các tài sản dầu khí;dầu khí; - Tìm kiếm, thăm dò dầu khí tại các khu vực theo hợp đồng dầu khí, các dự án được Tập đoàn giao thực hiện, bao gồm các hoạt động khảo sát địa chất, địa vật lý, khoan tìm kiếm, thăm dò, thẩm lượng và phân tích, minh giải, đánh giá trữ lượng và khả năng thương mại của phát hiện dầu khí; - Tham gia thực hiện và đầu tư các dự án liên quan nhằm tăng hiệu quả công tác phát triển khai thác mỏ - Khảo sát nghiên cứu đánh giá tiềm năng triển vọng dầu khí các khu vực mà Tổng công ty quan tâm và các khu vực được tập đoàn Dầu khí Việt Nam giao thực hiện; |
| 8299                      | Hoạt động dịch vụ hỗ trợ kinh doanh khác còn lại chưa được phân vào đâu Chi tiết: - Kinh doanh dịch vụ xuất nhập cảnh phục vụ cho hoạt động dầu khí; - Xuất, nhập khẩu dầu thô thuộc quyền định đoạt của Tổng Công ty trong các dự án khai thác dầu khí, các hợp đồng dầu khí; - Xuất, nhập khẩu vật tư, thiết bị, tài liệu, mẫu vật phục vụ các dự án thăm dò khai thác dầu khí, các hợp đồng dầu khí |
| 5229                      | Hoạt động dịch vụ hỗ trợ khác liên quan đến vận tải Chi tiết: - Kinh doanh dịch vụ khai thuê hải quan; - Kinh doanh dịch vụ giao nhận hàng hoá xuất khẩu, nhập khẩu; |
| 7830                      | Cung ứng và quản lý nguồn lao động Chi tiết: - Cung ứng lao động, nhân lực, chuyên gia tìm kiếm thăm dò khai thác dầu khí (không bao gồm môi giới, giới thiệu, tuyển dụng và cung ứng lao động cho các Doanh nghiệp có chức năng xuất khẩu lao động, cung ứng, quản lý người lao động đi làm việc ở nước ngoài và cho thuê lại lao động); |
| 0610                      | Khai thác dầu thô |
| 0620                      | Khai thác khí đốt tự nhiên Chi tiết: - Phát triển khai thác các mỏ dầu khí; |

## Cơ cấu tổ chức
Gồm Hội đồng thành viên (Chủ tịch và các thành viên), Ban điều hành (gồm Tổng Giám đốc và các Phó Tổng giám đốc)
Tổng Giám đốc là ông Trần Hồng Nam, sinh năm 1977.

### Đơn vị thành viên
- PVEP Chi nhánh Hồ Chí Minh (PVEP HCM)
- PVEP Oversea
- PVEP POC
- PVEP Sông Hồng
- PVEP Venezuela
- PVEP Trung Á
- Các liên doanh: Hoàng Long Hoàn Vũ JOC, Cửu Long JOC, Thăng Long JOC, Lam Sơn JOC, Côn Sơn JOC, Fairfield Việt Nam, VietGazprom,...

## Thành tích & Khen thưởng
- Danh hiệu Anh hùng Lao động do Chủ tịch nước trao tặng năm 2014. [4]
- Giải thưởng Sao vàng Đất Việt năm 2010 (một trong 200 thương hiệu được lựa chọn từ các doanh nghiệp tiêu biểu nhất của các Bộ, Ngành và 56 tỉnh, thành trong nước).
- Huân chương Độc Lập Hạng Ba, năm 2012. [5]
- Huân chương Lao động hạng Nhất, 2008. [6]
- Huân chương Lao động hạng Nhì, 1995, 2010.
- Huân chương Lao động hạng Ba, 1985.
- Bằng khen của Thủ tướng Chính phủ, 2007.
- Cờ thi đua của Chính phủ (2011, 2012, 2013, 2014, 2015)…
- Top 15 VNR 2012 (đứng vị trí thứ 14)
- Ngoài ra còn nhận được nhiều bằng khen, cờ thi đua của Chính phủ Việt Nam và các ban ngành của Nhà nước Việt Nam.